# Louis Perrier (architecte et homme politique)
Pour les articles homonymes, voir Louis Perrier et Perrier.
Louis Perrier, né le 22 mai 1849 à Neuchâtel et mort le 16 mai 1913 à Berne, est  un homme politique suisse. Il est conseiller fédéral entre 1912 et 1913.

## Architecte
Frédéric-François-Louis Perrier est le fils aîné de l'architecte cantonal neuchâtelois Louis-Daniel Perrier et de Cécile Dardel. À 19 ans, il va étudier à Stuttgart en Allemagne et obtient en 1871 son diplôme d'architecture à l'École polytechnique fédérale de Zurich. Il acquiert de l'expérience en travaillant avec son père et en participant à la construction du Bureau international des poids et mesures à Sèvres. De retour à Neuchâtel en 1876, il fonde la Société technique, une entreprise de construction possédant ses propres carrières, ainsi qu'une tuilerie et briqueterie. Avec l'architecte James Colin et l'ingénieur Nelson Convert, il est actif dans le domaine ferroviaire. Ses réalisations se confondent souvent avec celles de la Société technique ou de son père qui porte le même prénom ; Louis-François Perrier signe toutefois quelques bâtiments d'envergure parmi lesquels l'hôpital de Saignelégier, ainsi que les écoles Heimatstil de Marin (1900) et de Fretereules (Brot-Dessous) (1902-1903). Comme conseiller d'état chargé des Travaux publics, il supervise la transformation des casernes de Colombier, ainsi que les chantiers de restauration du château de Neuchâtel et de celui de Colombier,. Perrier participe à la construction du tramway entre Neuchâtel et Boudry et au système d'adduction d'eau de la ville de Neuchâtel depuis les gorges de l'Areuse.

## Politicien
Membre du Parti radical-démocratique, Perrier débute tardivement dans la politique ; il siège au Conseil général (législatif) de la ville de Neuchâtel entre 1888 et 1891 puis entre 1894 et 1903. Il est élu au Grand Conseil neuchâtelois en 1889. En 1903, Perrier entre au Conseil d'État, poste qu'il occupera jusqu'à son élection au Conseil fédéral en 1912 (41e conseiller fédéral de l'histoire[réf. nécessaire]). En 1905, il dirige les travaux publics et conduit à ce titre les rénovations du château de Neuchâtel, le siège du gouvernement. Il préside le Conseil d'État à deux reprises, en 1905-1906 et en 1909-1910. Perrier siège au Conseil national de 1902 à 1912. Il commande le génie du 1er corps d'armée en 1896 et dirige entre 1902 et 1905 les forts de Saint-Maurice.

## Conseil fédéral
Le 12 mars 1912, il est élu au conseiller fédéral avec 160 voix sur 192 bulletins valables. En 1912, il dirige le Département des postes et des chemins de fer puis en 1913 le Département de l'intérieur. Il meurt le 16 mai 1913. Son mandat est à ce jour le plus court de l'histoire du Conseil fédéral (14 mois).
Louis Perrier est connu pour sa défense, avec succès, en 1912, du rachat de compagnies de chemin de fer privées afin de créer un régie fédérale. En 1913, il initie une loi sur la force hydraulique.

## Hommages
Le quai Louis-Perrier au bord du lac de Neuchâtel porte son nom.